# Michail Balandin
Michail Jur'evič Balandin (in russo Михаил Юрьевич Баландин?, traslitterazione anglosassone Mikhail Yuriyevich Balandin; Lipeck, 27 luglio 1980 – Jaroslavl', 7 settembre 2011) è stato un hockeista su ghiaccio russo, scomparso nell'incidente aereo che ha coinvolto la Lokomotiv Jaroslavl', squadra della Kontinental Hockey League.

## Carriera
Prima del Lokomotiv Balandin ha militato anche nello Salavat Yulaev Ufa, nell'Hockey Club Lada Togliatti, nel CSKA Mosca, nell'Atlant Moscow Oblast e nella Dinamo Mosca . È stato anche medaglia d'argento con la nazionale russa ai campionati mondiali giovanili nel 2000.

## Morte
Il 7 settembre 2011 Balandin è rimasto ucciso in un incidente aereo che coinvolse tutta la squadra. L'aereo sul quale viaggiava era diretto a Minsk per giocare la prima partita della stagione, con tutto lo staff della squadra al completo. Nell'incidente perirono tutti i giocatori che facevano parte del roster principale più quattro giocatori del settore giovanile del Lokomotiv.